# Athlétisme aux Goodwill Games de 2001
Navigation
New York 1998
Les épreuves d'athlétisme des Goodwill Games de 2001 ont eu lieu à Brisbane en Australie, du 4 au 7 septembre 2001.

## Résultats

### Hommes
| 100 m | Dwain Chambers 10 s 11                                                                | Tim Montgomery 10 s 27                                                                | Matt Shirvington 10 s 30                                                     |
| 200 m | Shawn Crawford 20 s 17                                                                | Christopher Williams 20 s 38                                                          | Joshua Jackson 20 s 54                                                       |
| 400 m | Greg Haughton 45 s 02                                                                 | Avard Moncur 45 s 31                                                                  | Leonard Byrd 45 s 56                                                         |
| 800 m | William Yiampoy 1 min 46 s 49                                                         | Jean-Patrick Nduwimana 1 min 46 s 79                                                  | Wilfred Bungei 1 min 47 s 15                                                 |
| Mile | Noah Ngeny 3 min 56 s 64                                                              | Kevin Sullivan 3 min 56 s 81                                                          | Laban Rotich 3 min 56 s 88                                                   |
| 5 000 m | Paul Bitok 15 min 26 s 10                                                             | Luke Kipkosgei 15 min 26 s 61                                                         | John Kibowen 15 min 26 s 63                                                  |
| 10 000 m | Assefa Mezgebu 28 min 06 s 48                                                         | Benjamin Maiyo 28 min 06 s 80                                                         | Albert Chepkurui 28 min 06 s 86                                              |
| 110 m haies | Allen Johnson 13 s 16                                                                 | Anier García 13 s 20                                                                  | Larry Wade 13 s 46                                                           |
| 400 m haies | Félix Sánchez 48 s 47                                                                 | Llewellyn Herbert 48 s 93                                                             | Hadi Souan Somalyi 49 s 94                                                   |
| 3000 m steeple | Brahim Boulami 8 min 17 s 73                                                          | Reuben Kosgei 8 min 18 s 63                                                           | Stephen Cherono 8 min 19 s 98                                                |
| 4 × 100 m | Royaume-Uni Jonathan Barbour Christian Malcolm Marlon Devonish Dwain Chambers 38 s 71 | Jamaïque Maurice Wignall Julien Dunkley Raymond Stewart Christopher Williams 38 s 92  | Australie Matt Shirvington Paul Di Bella Steve Brimacombe Adam Basil 39 s 12 |
| 4 × 400 m | États-Unis Leonard Byrd Derrick Brew Antonio Pettigrew Michael Johnson 3 min 00 s 52  | Jamaïque Michael McDonald Danny McFarlane Ian Weakley Michael Blackwood 3 min 01 s 57 | Bahamas Tim Munnings Troy McIntosh Carl Oliver Avard Moncur 3 min 01 s 67    |
| 20 000 m marche | Nathan Deakes 1 h 19 min 48 s 1                                                       | Robert Korzeniowski 1 h 19 min 52 s 0                                                 | Roman Rasskazov 1 h 21 min 09 s 0                                            |
| Saut en hauteur | Stefan Holm 2,33 m                                                                    | Vyacheslav Voronin 2,31 m                                                             | Yaroslav Rybakov 2,31 m                                                      |
| Saut à la perche | Tim Mack 5,80 m                                                                       | Aleksandr Averbukh 5,80 m                                                             | Dmitri Markov 5,75 m                                                         |
| Saut en longueur | Iván Pedroso 8,16 m                                                                   | James Beckford 8,07 m                                                                 | Hussein Taher Al-Sabee 7,97 m                                                |
| Triple saut | Jonathan Edwards 17,26 m                                                              | Christian Olsson 16,85 m                                                              | LaMark Carter 16,83 m                                                        |
| Lancer du poids | Adam Nelson 20,91 m                                                                   | John Godina 20,76 m                                                                   | Manuel Martínez 20,44 m                                                      |
| Lancer du disque | Frantz Kruger 67,84 m                                                                 | Virgilijus Alekna 66,07 m                                                             | Dmitri Chevtchenko 63,53 m                                                   |
| Lancer du marteau | Koji Murofushi 82,94 m                                                                | Szymon Ziółkowski 80,71 m                                                             | Balázs Kiss 79,51 m                                                          |
| Lancer du javelot | Jan Železný 87,52 m                                                                   | Breaux Greer 85,86 m                                                                  | Ēriks Rags 84,68 m                                                           |
| Décathlon | Tomáš Dvořák 8 514 pts                                                                | Erki Nool 8 420 pts                                                                   | Tom Pappas 8 323 pts                                                         |
| Records et Performances - AR : Record continental (area record) - CR : Record des championnats (championship record) - MR : Record du meeting (meet record) - NR : Record national (national record) - OR : Record olympique (olympic record) - PR : Record paralympique (paralympic record) - PB : Record personnel (personal best) - SB : Meilleure performance personnelle de la saison (season's best) - WL : Meilleure performance mondiale de l'année (world leader) - WJR : Record du monde junior (world junior record) - WR : Record du monde (world record) Circonstances et Conditions - DNF : N'a pas terminé (did not finish) - DNS : N'a pas pris le départ (did not start) - DQ : Disqualification (disqualification) - NM : Aucun essai valable enregistré (No Mark) - Q : Qualifié « directement » au prochain tour (ou à la prochaine compétition), lors d'une compétition majeure, grâce au classement ou à la réalisation des minima (automatic qualifier) - q : Qualifié au prochain tour (ou à la prochaine compétition), lors d'une compétition majeure, grâce au repêchage ou à la réalisation de l'une des meilleures performances parmi celles des « non qualifiés directement » (grâce au meilleur temps ou à la meilleure distance par exemple) (secondary qualifier) |                                                                                       |                                                                                       |                                                                              |

### Femmes
| 100 m | Marion Jones 10 s 84                                                                          | Zhanna Pintusevich-Block 11 s 01                                                         | Chandra Sturrup 11 s 13                                                                    |
| 200 m | Debbie Ferguson 22 s 80                                                                       | Juliet Campbell 23 s 17                                                                  | Myriam Léonie Mani 23 s 18                                                                 |
| 400 m | Ana Guevara 50 s 32                                                                           | Lorraine Fenton 50 s 76                                                                  | Amy Mbacke Thiam 51 s 25                                                                   |
| 800 m | Maria Mutola 1 min 58 s 76                                                                    | Kelly Holmes 1 min 59 s 27                                                               | Stephanie Graf 2 min 00 s 93                                                               |
| Mile | Violeta Szekely 4 min 38 s 03                                                                 | Tatyana Tomashova 4 min 38 s 13                                                          | Carla Sacramento 4 min 39 s 18                                                             |
| 5 000 m | Olga Yegorova 15 min 12 s 22                                                                  | Berhane Adere 15 min 12 s 97                                                             | Kathy Butler 15 min 17 s 96                                                                |
| 10 000 m | Derartu Tulu 31 min 48 s 19                                                                   | Ayelech Worku 31 min 48 s 57                                                             | Susie Power 31 min 50 s 36                                                                 |
| 100 m haies | Gail Devers 12 s 61                                                                           | Jenny Adams 12 s 87                                                                      | Anjanette Kirkland 12 s 92                                                                 |
| 400 m haies | Tatyana Tereshchuk 54 s 47                                                                    | Tonja Buford-Bailey 54 s 75                                                              | Yuliya Nosova 55 s 27                                                                      |
| 3000 m steeple | Melissa Rollison 9 min 30 s 70                                                                | Irene Limika 9 min 39 s 65                                                               | Yekaterina Volkova 9 min 41 s 54                                                           |
| 4 × 100 m | Sélection mondiale Glory Alozie Mercy Nku Myriam Léonie Mani Zhanna Pintusevich-Block 42 s 95 | Jamaïque Astia Walker Juliet Campbell Beverly McDonald Merlene Frazer 43 s 13            | Russie Olga Khalandyreva Irina Khabarova Marina Kislova Larisa Kruglova 44 s 40            |
| 4 × 400 m | États-Unis Jearl Miles-Clark Monique Hennagan Michelle Collins Suziann Reid 3 min 24 s 63     | Jamaïque Sandie Richards Catherine Scott Debbie-Ann Parris Lorraine Fenton 3 min 24 s 87 | Sélection mondiale Daimi Pernia Zulia Calatayud Kaltouma Nadjina Ana Guevara 3 min 28 s 07 |
| 20 000 m marche | Olimpiada Ivanova 1 h 26 min 52 s 3 WR                                                        | Yelena Nikolayeva 1 h 27 min 49 s 3                                                      | Eva Pérez 1 h 32 min 22 s 4                                                                |
| Saut en hauteur | Hestrie Cloete 2,00 m                                                                         | Kajsa Bergqvist 1,97 m                                                                   | Amy Acuff Vita Palamar 1,93 m                                                              |
| Saut à la perche | Stacy Dragila 4,55 m                                                                          | Svetlana Feofanova 4,45 m                                                                | Tatiana Grigorieva 4,45 m                                                                  |
| Saut en longueur | Maurren Maggi 6,94 m                                                                          | Bronwyn Thompson 6,88 m                                                                  | Tatyana Kotova 6,84 m                                                                      |
| Triple saut | Tatyana Lebedeva 14,58 m                                                                      | Tereza Marinova 14,37 m                                                                  | Olena Hovorova 14,25 m                                                                     |
| Lancer du poids | Larisa Peleshenko 18,65 m                                                                     | Yumileidi Cumbá 18,41 m                                                                  | Krystyna Zabawska 18,23 m                                                                  |
| Lancer du disque | Ellina Zvereva 66,36 m                                                                        | Natalya Sadova 64,11 m                                                                   | Franka Dietzsch 62,59 m                                                                    |
| Lancer du marteau | Kamila Skolimowska 70,31 m                                                                    | Olga Kuzenkova 69,98 m                                                                   | Manuela Montebrun 69,80 m                                                                  |
| Lancer du javelot | Osleidys Menéndez 66,14 m                                                                     | Nikola Tomecková 64,70 m                                                                 | Mikaela Ingberg 60,68 m                                                                    |
| Heptathlon | Natalya Roshchupkina 6 373 pts                                                                | Yelena Prokhorova 6 352 pts                                                              | Natalya Sazanovich 6 323 pts                                                               |
| Records et Performances - AR : Record continental (area record) - CR : Record des championnats (championship record) - MR : Record du meeting (meet record) - NR : Record national (national record) - OR : Record olympique (olympic record) - PR : Record paralympique (paralympic record) - PB : Record personnel (personal best) - SB : Meilleure performance personnelle de la saison (season's best) - WL : Meilleure performance mondiale de l'année (world leader) - WJR : Record du monde junior (world junior record) - WR : Record du monde (world record) Circonstances et Conditions - DNF : N'a pas terminé (did not finish) - DNS : N'a pas pris le départ (did not start) - DQ : Disqualification (disqualification) - NM : Aucun essai valable enregistré (No Mark) - Q : Qualifié « directement » au prochain tour (ou à la prochaine compétition), lors d'une compétition majeure, grâce au classement ou à la réalisation des minima (automatic qualifier) - q : Qualifié au prochain tour (ou à la prochaine compétition), lors d'une compétition majeure, grâce au repêchage ou à la réalisation de l'une des meilleures performances parmi celles des « non qualifiés directement » (grâce au meilleur temps ou à la meilleure distance par exemple) (secondary qualifier) |                                                                                               |                                                                                          |                                                                                            |

## Tableau des médailles
| Rang  | Nation                 | Or | Argent | Bronze | Total |
| ----- | ---------------------- | -- | ------ | ------ | ----- |
| 1     | États-Unis             | 9  | 5      | 7      | 21    |
| 2     | Russie                 | 5  | 7      | 7      | 19    |
| 3     | Kenya                  | 3  | 4      | 5      | 12    |
| 4     | Royaume-Uni            | 3  | 1      | 1      | 5     |
| 5=    | Cuba                   | 2  | 2      | 0      | 4     |
| 5=    | Éthiopie               | 2  | 2      | 0      | 4     |
| 7     | Australie              | 2  | 1      | 5      | 8     |
| 8=    | Tchéquie               | 2  | 1      | 0      | 3     |
| 8=    | Afrique du Sud         | 2  | 1      | 0      | 3     |
| 10    | Jamaïque               | 1  | 8      | 0      | 9     |
| 11    | Pologne                | 1  | 2      | 1      | 4     |
| 12    | Suède                  | 1  | 2      | 0      | 3     |
| 14=   | Bahamas                | 1  | 1      | 2      | 4     |
| 14=   | Ukraine                | 1  | 1      | 2      | 4     |
| 16=   | Biélorussie            | 1  | 0      | 1      | 2     |
| 16=   | Sélection mondiale     | 1  | 0      | 1      | 2     |
| 18=   | Brésil                 | 1  | 0      | 0      | 1     |
| 18=   | République dominicaine | 1  | 0      | 0      | 1     |
| 18=   | Japon                  | 1  | 0      | 0      | 1     |
| 18=   | Mexique                | 1  | 0      | 0      | 1     |
| 18=   | Maroc                  | 1  | 0      | 0      | 1     |
| 18=   | Mozambique             | 1  | 0      | 0      | 1     |
| 18=   | Roumanie               | 1  | 0      | 0      | 1     |
| 25=   | Bulgarie               | 0  | 1      | 0      | 1     |
| 25=   | Burundi                | 0  | 1      | 0      | 1     |
| 25=   | Canada                 | 0  | 1      | 0      | 1     |
| 25=   | Estonie                | 0  | 1      | 0      | 1     |
| 25=   | Israël                 | 0  | 1      | 0      | 1     |
| 25=   | Lituanie               | 0  | 1      | 0      | 1     |
| 31=   | Arabie saoudite        | 0  | 0      | 2      | 2     |
| 31=   | Espagne                | 0  | 0      | 2      | 2     |
| 33=   | Autriche               | 0  | 0      | 1      | 1     |
| 33=   | Cameroun               | 0  | 0      | 1      | 1     |
| 33=   | Finlande               | 0  | 0      | 1      | 1     |
| 33=   | France                 | 0  | 0      | 1      | 1     |
| 33=   | Allemagne              | 0  | 0      | 1      | 1     |
| 33=   | Hongrie                | 0  | 0      | 1      | 1     |
| 33=   | Lettonie               | 0  | 0      | 1      | 1     |
| 33=   | Portugal               | 0  | 0      | 1      | 1     |
| 33=   | Sénégal                | 0  | 0      | 1      | 1     |
| Total | Total                  | 44 | 44     | 45     | 133   |